# Ліхтар шахтний

Ліхтар шахтний

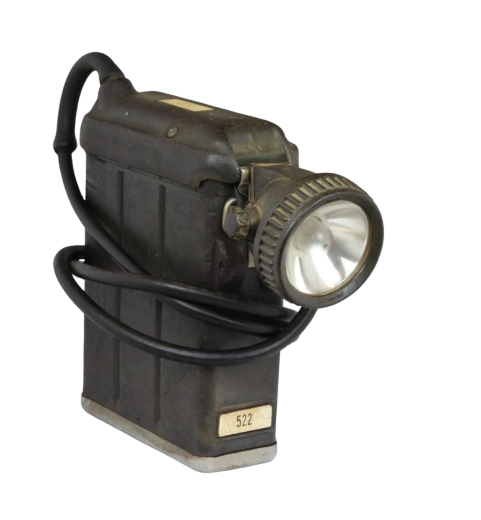
Шахтний ліхтар

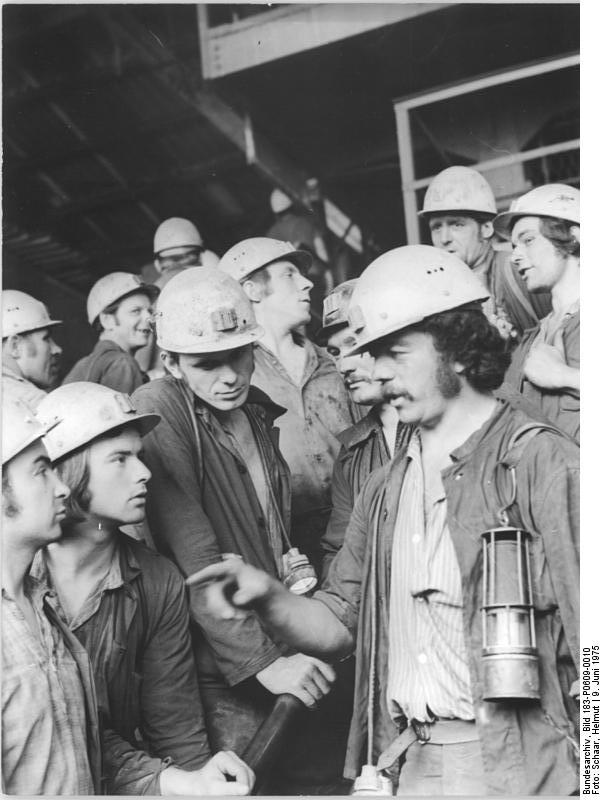
Шахтарі зі своїми ліхтарями старого зразка.

Ліхтар шахтний — освітлювальний прилад, що застосовується в шахтах. Випускається в стаціонарному, переносному, ручному та головному (для носіння на касці) виконанні. Зараз на шахтах України використовуються головні вибухобезпечні ліхтарі з акумуляторними батареями. Для освітлення гірничих виробок використовуються люмінесцентні ліхтарі. На гідрошахтах застосовуються ліхтарі, що працюють від гідромережі.